# The Women's Cup 2023
La edición 2023 de The Women's Cup fue la tercera edición de este torneo amistoso de fútbol femenino. Se disputó en la Ciudad Deportiva del Atlético de Madrid en Alcalá de Henares, Madrid, España, entre el 23 y el 26 de agosto de 2023.

## Equipos participantes
| País      | Equipo             | Liga                                              |
| --------- | ------------------ | ------------------------------------------------- |
| España    | Atlético de Madrid | Primera División Femenina                         |
| Argentina | River Plate        | Campeonato de Fútbol Femenino de Primera División |
| Colombia  | América de Cali    | Liga Profesional Femenina                         |
| Italia    | Milan              | Serie A Femenina                                  |

## Cuadro
|  | Semifinales                      | Semifinales                      |   |                                  | Final                            | Final |  |
|  |                                  |                                  |   |                                  |                                  |       |  |
|  |                                  |                                  |   |                                  |                                  |       |  |
|  | 23 de agosto - Alcalá de Henares |                                  |   |                                  |                                  |       |  |
|  | Atlético de Madrid               | 6                                |   |                                  |                                  |       |  |
|  | River Plate                      | 0                                |   |                                  |                                  |       |  |
|  |                                  |                                  |   |                                  |                                  |       |  |
|  |                                  |                                  |   |                                  | 26 de agosto - Alcalá de Henares |       |  |
|  |                                  |                                  |   |                                  | Atlético de Madrid               | 1     |  |
|  |                                  | Milan                            | 0 |                                  |                                  |       |  |
|  |                                  |                                  |   |                                  |                                  |       |  |
|  |                                  |                                  |   |                                  |                                  |       |  |
|  |                                  |                                  |   |                                  | Tercer lugar                     |       |  |
|  | 23 de agosto - Alcalá de Henares | 23 de agosto - Alcalá de Henares |   | 26 de agosto - Alcalá de Henares | 26 de agosto - Alcalá de Henares |       |  |
|  | América de Cali                  | 0                                |   | River Plate                      | 1                                |       |  |
|  | Milan                            | 2                                |   |                                  | América de Cali                  | 2     |  |

## Desarrollo

### Semifinales
| 23 de agosto | América de Cali | 0:2 (0:1) | Milan                                  | Centro Deportivo Wanda, Alcalá de Henares |                             |
| 18:00 (WEST) |                 |           | Greta Adami 37' · Christy Grimshaw 79' | Árbitro(s): Raquel González               | Árbitro(s): Raquel González |

| Uniformes | Uniformes |
| --------- | --------- |
|           |           |

| 23 de agosto | Atlético de Madrid                                                                  | 6:0 (2:0) | River Plate | Centro Deportivo Wanda, Alcalá de Henares |                                   |
| 21:00 (WEST) | Sheila Guijarro 12' 20' 60' (pen) 65' · Estefanía Banini 62' · Alexia Fernández 90' |           |             | Árbitro(s): Elena Peláez Arnillas         | Árbitro(s): Elena Peláez Arnillas |

| Uniformes | Uniformes |
| --------- | --------- |
|           |           |

### Tercer puesto
| 26 de agosto | River Plate           | 1:2 (1:1) | América de Cali                             | Centro Deportivo Wanda, Alcalá de Henares |  |
| 18:00 (WEST) | Martina del Trecco 6' |           | Mariana Zamorano 45+26' · Sara Martinez 51' |                                           |  |
| El partido se interrumpió a los 28 minutos debido a que la futbolista de River, Milagros Otazú, convulsionó y fue asistida por los servicios de emergencia. |                       |           |                                             |                                           |  |

| Uniformes | Uniformes |
| --------- | --------- |
|           |           |

### Final
| 26 de agosto | Atlético de Madrid | 1:0 (1:0) | Milan | Centro Deportivo Wanda, Alcalá de Henares |  |
| 21:00 (WEST) | Leicy Santos 90'   |           |       |                                           |  |

| Uniformes | Uniformes |
| --------- | --------- |
|           |           |

|                                        |
| Bandera de España                      |
| Campeón Atlético de Madrid 1.er título |